# ناحیه ینرسدورف
ناحیه ینرسدورف (به آلمانی: Jennersdorf District) یک ناحیه در اتریش است که در بورگن‌لاند واقع شده‌است. ناحیه ینرسدورف ۱۷٬۶۴۳ نفر جمعیت دارد.